# Chipewyan
Els chippewyan o Dene Suline són una tribu índia Na-dené del grup atapascà, també anomenats chpewya. Aquest nom prové del cree Chepau-wayanuk  "pells punxegudes", però ells s'anomenen Saw-cssaw-dineh "homes de llevant". Es dividien en nombroses tribus, com els thilanottine, ethelnedi, athabasca i desdekenade.

## Localització
Vivien entre les muntanyes Rocoses i la badia de Hudson, als marges del Great Slave Lake, el llac Athabaska i el riu Churchill, al delta del Mackenzie. Actualment ocupen 5 reserves a Alberta, 6 a Saskatchewan, dues a Manitoba i dues als Territoris del Nord-oest.

## Demografia
Pel 1900 potser eren uns 2.500, i segons l'Enciclopèdia Britànica eren 4.400 el 1980 juntament amb slaves i yellowknives. Potser ells sols eren 1.700 el 1990. Segons el cens canadenc del 2000 eren 13.056:
- A Alberta, 2.016 individus a les reserves Fort Chipewyan (779 h), Fort McKay (592 h), Janvier (645 h) i altres a les de Fort McMurray (590 h) i Cold Lake (2.180 h) amb els cree.
- A Manitoba, 2.463 individus a les de Barren Lands (895 h), Churchill o Sayisi (672 h) i Northlands (896 h).
- A Saskatchewan, 7.508 individus a les de Buffalo River (1.088 h), English River (1.269 h), Font du Lac (1.574 h), Lac la Hache (1.310 h), Stoney Rapids (1.678 h), Turnor Lake (589 h).
- Als Territoris del Nord-oest, 1.069 individus a les de Deninu K'ue First Nation (774 h) i Smiths Landing (295 h).

## Costums
Eren veïns de sarsi i cree, eren mitjancers comercials entre els cree i els inuit, i es dedicaven a la cacera i la pesca, encara que a vegades eren bel·licosos. Valoraven les dones com a força de treball i vivien en wigwams de pell de caribú o ant, escorça i matolls.
Encara que preveien els moviments de les manades de caribús, s'adaptaven a qualsevol canvi irregular mitjançant la dispersió de les bandes que mantenien una bona xarxa de comunicacions per a informar-se sobre la direcció, moviments i lloc on es trobaven els caribús.
Caçaven caribús conduint-los a la boca d'un passadís de matolls o pals separats de 15 a 20 metres que desembocava en una fossada circular de 50 metres de diàmetre, on posaven trampes entre els matolls. Un cop atrapats, els mataven amb llances.
Del caribú ho aprofitaven tot: curtien la pell amb el cervell bullit del caribú, curaven i fumaven la carn, i amb peces de pells soltes feien els vestits.

## Història
El 1717 els anglesos ja van construir el lloc comercial de Fort Churchill a la badia de Hudson. El 1760-1776 foren visitats per Samuel Hearne, de Fort Churchill, i el seu cabdill, Makonabee, els ajudà a explorar els rius Coppermine i Slave.
El 1789-1793 també serviren com a guies a Alexander Mackenzie, de la North West Company i el 1788 construïren al seu territori Fort Chipewyan. Des del 1781 començaren a arribar al territori paranyersfrancesos, que van vendre armes als cree. Això i la verola els van delmar.
El 1858 el capellà catòlic de Fort Resolution, Henry Faraud, va traduir el Nou Testament a la seva llengua. Van signar amb el Canadà diversos tractats el 1876, 1877, 1899 i 1906.
Juntament amb els dogrib, cree i salteaux (anishinaabemowin) formen la Confederació de Primeres Nacions del Tractat Sis, perquè signaren el 1871-1877 el sisè tractat amb la Colònia del Canadà, segons el qual s'instal·laven en reserves d'1,5 km² per família de cinc membres, tenien drets de cacera i pesca, i se'ls garantia atenció mèdica, eines i pensions.
La Constitució del 1982 va oblidar el tractat amb els indis, cosa que ha provocat nombroses protestes. També hi ha una alta taxa d'atur. El personatge chippewyan més destacat ha estat Alex Simeon Janvier.